# Robert Alt (Bobfahrer)
Robert Alt (* 2. Januar 1927 in Glion; † 4. Dezember 2017) war ein Schweizer Bobfahrer, der 1956 Olympiasieger im Viererbob war.

## Karriere
Bei der Bob-Weltmeisterschaft 1955 gewann Robert Alt zusammen mit Franz Kapus, Gottfried Diener und Heinrich Angst den Titel im Viererbob. Ein Jahr später siegten die Schweizer in dieser Besetzung auch bei den Olympischen Spielen 1956 in Cortina d’Ampezzo.
Robert Alt beendete seine sportliche Laufbahn nach den Olympischen Spielen 1956.
Am 4. Dezember 2017 starb Alt 90-jährig.